# F-16 на службі України

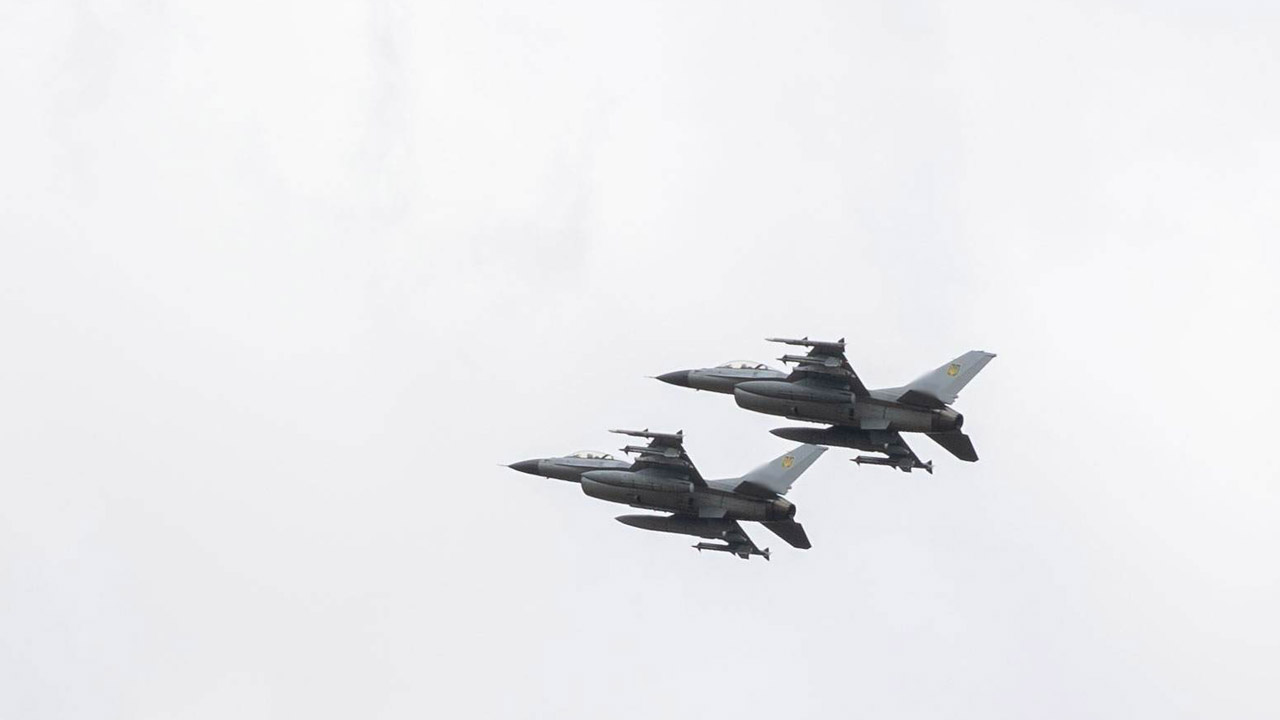
F-16 Повітряних сил України

Багатоцільові винищувачі F-16 Fighting Falcon вперше з'явились на озброєнні Повітряних Сил України влітку 2024 року в ході повномасштабного російського вторгнення, що розпочалось 24 лютого 2022 року.
2023 року союзники України сформували Коаліцію авіаційних спроможностей, що мала на меті забезпечення України авіацією. За результатами діяльності коаліції низка європейських країн погодилась передати свої F-16.
Станом на березень 2025 року, за офіційними заявами, відомо про отримання 12 літаків F-16 від Данії та двох партій невідомого розміру від Нідерландів.

## Історія отримання

### Передумови
У 2018 році розпочалась розробка проєкту Концепції розвитку Повітряних Сил Збройних Сил України на середньострокову перспективу. Там було сформульовано, що радянський парк літаків (МіГ-29, Су-27, Су-25 і Су-24) потрібно замінити не пізніше, як протягом 10 років. Там розглядалась можливість закупівлі західних винищувачів. 2020 року Командувач Повітряних сил генерал-полковник Сергій Дроздов заявив про доцільність переозброєння на F-16 на прикладі Польщі.
20 травня 2020 року Командування Повітряних Сил Збройних Сил України опублікувало візію щодо раціональних шляхів розвитку виду військ, в якій було визначено потреби в заміні радянських літаків на західні та їх уніфікацію. Перша фаза передбачала протягом 2023—2025 закупити 6—12 нових літаків і випробувати їх. Друга фаза передбачала протягом 2025—2035 замінити основний парк літаків. На роль багатоцільового винищувача розглядались літаки покоління «4++», шведський JAS-39E/F Gripen та американський F-16 Block 70/72. Крім цього, там містились плани щодо заміни навчальних L-39 на інші літаки, уніфікація парку військових транспортних літаків, придбання ЗРК NASAMS та оновлення радіотехнічної складової. Станом на червень 2021 року розглядались JAS-39E/F Gripen, F-16 Block 70/72, F-15EX, а Франція також пропонувала придбання Dassault Rafale.
До 2022 року F-16 різних країн також брали участь у навчаннях і парадах на території України. Зокрема, на навчаннях «Чисте небо — 2018» 9—18 жовтня були присутні польські та румунські F-16C. Польські F-16 також були присутні на військовому параді 24 серпня 2021 року на честь 30-ї річниці незалежності України.

### Перемовини
24 лютого 2022 року, з початком російського вторгнення в Україну, постало питання отримання західних літаків у рамках МТД для відбиття російській агресії: зокрема, українські пілоти, маючи застарілі радари та ракети, мали дуже великі труднощі в боротьбі з російськими літаками. Починаючи з червня 2022, питання про надання Україні винищувачів почало порушуватись активніше. В червні українська делегація включно з пілотом Андрієм Пільщиковим («Джус»), проводила в США перемовини з метою довести необхідність надання таких літаків. 23 червня 2022 у Конгресі США було зареєстровано законопроєкт за авторства Адама Кінзінґера, який дозволив би проводити тренування українських пілотів до схвалення передання літаків.
Станом на кінець січня 2023 року проводились перемовини про майбутню передачу літаків Україні. Після схвалення передачі західних танків (Challenger 2, Leopard 2, M1 Abrams) це питання взяли в роботу, за словами Міністра закордонних справ Дмитра Кулеби. Деякі країни, як Польща та Нідерланди, заявили про свою готовність передати винищувачі в разі ухвалення відповідного рішення НАТО. Головний операційний директор компанії-виробника Lockheed Martin повідомив, що компанія готова розширити виробництво, щоб задовольнити попит країн, які віддають літаки.
У травні 2023 року радник міністра оборони України Юрій Сак повідомив, що Україна звернулась до країн-партнерів з проханням передати від 40 до 50 літаків F-16 аби сформувати три-чотири ескадрильї. Потреба у сучасних винищувачах набула особливої гостроти після зростання інтенсивності застосування російською авіацією планерних авіабомб різних типів. 16 травня 2023 року Велика Британія, Нідерланди та Франція оголосили, що створюють «коаліцію винищувачів» для надання Україні F-16. Це сталося після візиту президента України до Європи. 19 травня 2023 року США із союзниками повідомили, що нададуть Україні винищувачі. 20 серпня 2023 року Президент України Володимир Зеленський повідомив, що Нідерланди нададуть Україні 42 винищувачі F-16.
20 вересня 2023 року Прем'єр-міністр Бельгії Александер Де Кроо в кулуарах Генасамблеї ООН повідомив, що Бельгія розглядає передачу Україні F-16, якщо їх ресурс буде визначено як достатній. Бельгія планує повністю переозброїтись F-35, поступово виводячи з експлуатації F-16. Повідомляється, що 2024 року Бельгія зможе передати 2—4 винищувачі.
16 квітня 2024 року Данія продала Аргентині частину літаків F-16, які обіцяла Україні.

### Хронологія отримання літаків
10 травня 2024 року Україна отримала перший тренажер від Чехії.
31 липня 2024 року видання Bloomberg повідомило про те, що перші F-16 з'явились на території України, а 4 серпня президент Володимир Зеленський у своєму зверненні офіційно заявив про наявність у України F-16.
30 жовтня 2024 року норвезький міністр оборони Б'єрн Арільд Грам під час візиту до Одеси оголосив, що Норвегія виділить кошти на закупівлю зброї та запчастин для українських винищувачів F-16. Також найближчим часом планувалась передача 6 винищувачів до складу українських Повітряних Сил.
20 березня 2025 року Президент України Володимир Зеленський оголосив, що Повітряні Сили Збройних Сил України отримали нову партію F-16. Кількість літаків та країна, що передала винищувачі, не оголошувалися.

## Чисельність літаків
Станом на березень 2025 року за офіційними заявами відомо про отримання 12 літаків від Данії та двох партій невідомого розміру від Нідерландів.

## Бойове застосування
Перше відоме застосування відбулось 26 серпня 2024 року під час масованого ракетно-дронового обстрілу. За повідомленням Генштабу ЗСУ F-16 збили чотири ракети. Однак один український F-16 зазнав катастрофи, пілот Олексій «Мунфіш» Месь загинув. Як причину аварії розглядають версії з помилкою пілота, дружнім вогнем ППО та технічною несправністю. Генеральний штаб Збройних Сил України підтвердив авіакатастрофу.
17 листопада 2024 року українські F-16 збили близько 10 повітряних цілей під час масованої російської атаки. Під час комбінованої атаки російські війська застосували ракети різних типів повітряного, наземного та морського базування, а також ударні безпілотники типу Shahed («Герань-2»). Багатоцільові винищувачі F-16 стали ефективним доповненням до протиповітряної оборони України.
13 грудня 2024 року український F-16 збив одразу шість російських крилатих ракет. Літак ніс лише ракети середнього та дві — ближнього радіуса дії, ймовірно AIM-120 AMRAAM та AIM-9 Sidewinder відповідно, а дві ракети збив за допомогою гармати. За словами речника ПС ЗСУ Юрія Ігната, це був світовий рекорд. Льотчик розповідав:
|  | Штурман наведення виводить мене на ворожі цілі, по курсу група з восьми крилатих ракет. Зближуюсь на відповідну дистанцію, бачу перешкоди — значить ракети мають власний РЕБ — так звані «засоби РЕБ індивідуального захисту». Приціл у F-ок досить потужний, якщо ціль вже в прицілі, то навіть під впливом РЕБ вона вже нікуди не подінеться з радару бортової РЛС. Я підлетів на зручну для роботи відстань, захопив цілі повторно, почергово запустив ракети і… влучив — обидві цілі знищено! |

У лютому 2025 року з'явилось фото літака з крилатими бомбами GBU-39, що дає підстави припускати застосування F-16 проти наземних цілей.
Також у лютому з'явилось фото літака з двома AIM-9X, однією AIM-120C й підвісними паливними баками місткістю 3940 літри. Ймовірно, це свідчить про тривалий політ на велику відстань. Можливо, це була задача з прикриття ударної групи літаків, що завдавала ударів по наземних цілях — у такому разі F-16 мав відлякувати ворожі винищувачі.
На початку березня російські джерела стверджували, що F-16 почали атакувати російські бомбардувальники Су-34.
7 березня 2025 року винищувачі F-16 були застосовані для відбиття російського ракетно-дронового удару. Також в цей день силами ПС ЗСУ були вперше застосовані французькі багатоцільові винищувачі Mirage 2000.
12 квітня 2025 року під час виконання бойового завдання на винищувачі F-16 загинув 26-річний пілот Павло Іванов. Президент України Володимир Зеленський посмертно присвоїв майору Павлу Іванову звання Героя України з вручення ордену «Золота Зірка».
16 травня 2025 року, близько 03:30 (за київським часом), було втрачено зв'язок з винищувачем F-16, який виконував бойове завдання із відбиття ворожого повітряного нападу. За повідомленням Командування ПС ЗСУ, льотчик знищив три повітряні цілі і працював по четвертій, застосовуючи авіаційну гармату M61 Vulcan. Під час виконання завдання виникла нештатна ситуація і льотчику довелося катапультуватися. Пілот відвів літак подалі від населеного пункту, постраждалі відсутні.
7 червня 2025 року за повідомленням видання Bild український винищувач F-16 в повітряному просторі РФ поблизу селища Юрасове на Курському напрямку збив російський літак Су-35C. За даними видання, російський винищувач був збитий ракетою AIM-120, яку випустив український F-16. Пілоту Су-35C вдалося катапультуватися і вижити.
29 червня 2025 року під час масової атаки загинув льотчик 1-го класу Максим Устименко. F-16 під керуванням Устименко збив сім шахедів. Літак зірвався у штопор, пілот не встиг катапультуватися. «Під час відпрацювання останньої — його літак зазнав ушкоджень і почав втрачати висоту. Максим Устименко зробив усе можливе, відвів машину від населеного пункту, але катапультуватись не встиг», — повідомили у Повітряних силах. Загиблий пілот був 1993 року народження.

## Особливості українських F-16
Надані Україні літаки в 1990-ті —2000-ні проходили модернізацію за програмою MLU (Mid-Life Update), майже всі з яких оновлені до рівня Tape MLU 6.5. Попри деякі відмінності в літаках різних країн, загалом вони мають один технологічний рівень і ступінь зношеності. Ці літаки пройшли капітальний ремонт планера, потримали потужніший двигун PW-100-220E та новий радар, який наразі вже застарів. Питання модернізації літаків було предметом обговорень ще з 2023 року.

### Модифікації
5 серпня 2024 року ізраїльське видання Walla повідомило, що деякі передані Україні літаки мають низку ізраїльських систем. Зокрема, наявна система лазерного наведення боєприпасів Rafael Litening. Продукція Elbit представлена трьома системами: шолом, що дозволяє наводити ракети поглядом пілота на ціль, система попередження про наближення ракети та система, що викидає хибні теплові та радарні цілі.
Ймовірне застосування F-16 проти російських літаків на великих віддалях свідчить про можливе проходження модернізації з заміною радарів AN/APG-66V2.

### Озброєння
Відомо про наявність ракет «повітря — повітря» малого радіусу дії AIM-9L/M, AIM-9X та середнього радіусу AIM-120 (в тому числі AIM-120C). Крім того, відомо про наявність крилатих бомб GBU-39/B SDB, потенційно літаки можуть нести й JDAM-ER.

### Обслуговування
У липні 2025 року в Україні було презентовано перші мобільні комплекси технічного обслуговування винищувачів F-16. Ці системи були створені в межах «Проєкту 61» — ініціативи, реалізованої фондом «Повернись живим» за запитом Міністерства оборони України та за фінансової підтримки державної компанії «Укрнафта». Вартість першої черги проєкту склала понад 49 мільйонів гривень. Ці рішення пов’язані з необхідністю швидкої та безпечної підготовки західної авіаційної техніки в умовах постійної загрози авіаударів по аеродромах.
Мобільна інфраструктура включає три основні компоненти: пункт планування місій (з інженерним центром, зв'язком і автоматизованим доступом до польотних завдань), а також два окремі комплекси для перевірки, підготовки і підвіски авіаційного озброєння. Обладнання дозволяє в рази скоротити час між бойовими вильотами та зменшити кількість персоналу, необхідного для обслуговування літака — наприклад, підвіска одного боєприпасу може здійснюватися трьома спеціалістами замість 10-12.
Комплекси створені з урахуванням стандартів країн-членів НАТО, але адаптовані під специфіку українських бойових умов. Завдяки своїй мобільності ці хаби можуть бути оперативно переміщені, що дозволяє забезпечувати обслуговування F-16 навіть за відсутності повноцінної аеродромної інфраструктури. Таке рішення істотно розширює можливості застосування західної авіації в Збройних силах України.